# Brittani Kline
Brittani Kline  (sinh 19 tháng 5 năm 1991) là một người mẫu người Mỹ, được biết đến là người chiến thắng mùa thi thứ 16 của America's Next Top Model

## Lịch sử
Brittani Rose Kline tại Beech Creek, Pennsylvania và hiện đang sống ở Howard, Pennsylvania. Cô có thể có hoặc không có kế hoạch để khi di chuyển đến New York với Ann, nhưng giờ cô đang làm việc ở thành phố New York với Molly O'Connell..

## America's Next Top Model
Năm 2011, Kline xuất hiện tại mùa thi thứ 16 của chương trình truyền hình thực tế của mạng CW, America's Next Top Model, cô cùng 3 dự thi khác cạnh tranh để có được danh hiệu là Siêu Mẫu Mĩ. Cô đã đánh bại Molly O'Connell ở vòng cuối cùng, và trở thành người chiến thắng.
Trong 3 tập phim đầu tiên, ảnh của cô đã gây được ấn tượng với ban giám khảo, và đưa mình lên vị trí á quân trong (tập 1  và 2 ). Đứng thứ 3 cho tấm ảnh tốt nhất ở tập 3 . Ở tập 4, BGK cảm thấy thất vọng với diễn xuất của cô cho việc quảng cáo cà phê Roast Fierce. Cũng vào tập 5  ảnh của cô một lần nữa gây ấn tượng với BKG giúp cô nhảy vọt lên là á quân cho người có tấm ảnh tốt nhất. Ở tập 6 cô là người nổi bật nhất nhóm brunette và cô giành được cái gọi tên đầu tiên. 